# Kościół św. Mikołaja w Łabiszynie
Kościół Świętego Mikołaja w Łabiszynie – jeden z dwóch kościołów rzymskokatolickich w Łabiszynie, w powiecie żnińskim, w województwie kujawsko-pomorskim. Mieści się na wzgórzu położonym na wschód od centrum miasta na prawym brzegu Noteci, w miejscu rozwidlenia dróg prowadzących do Barcina (ul. Barcińska) i Złotnik Kujawskich (ul. Cmentarna). Należy do dekanatu Łabiszyn. Do kościoła od północy przylega dawny klasztor reformatów, natomiast na wschód i północny wschód od niego, wzdłuż ulicy Cmentarnej, leży cmentarz parafialny.

## Historia

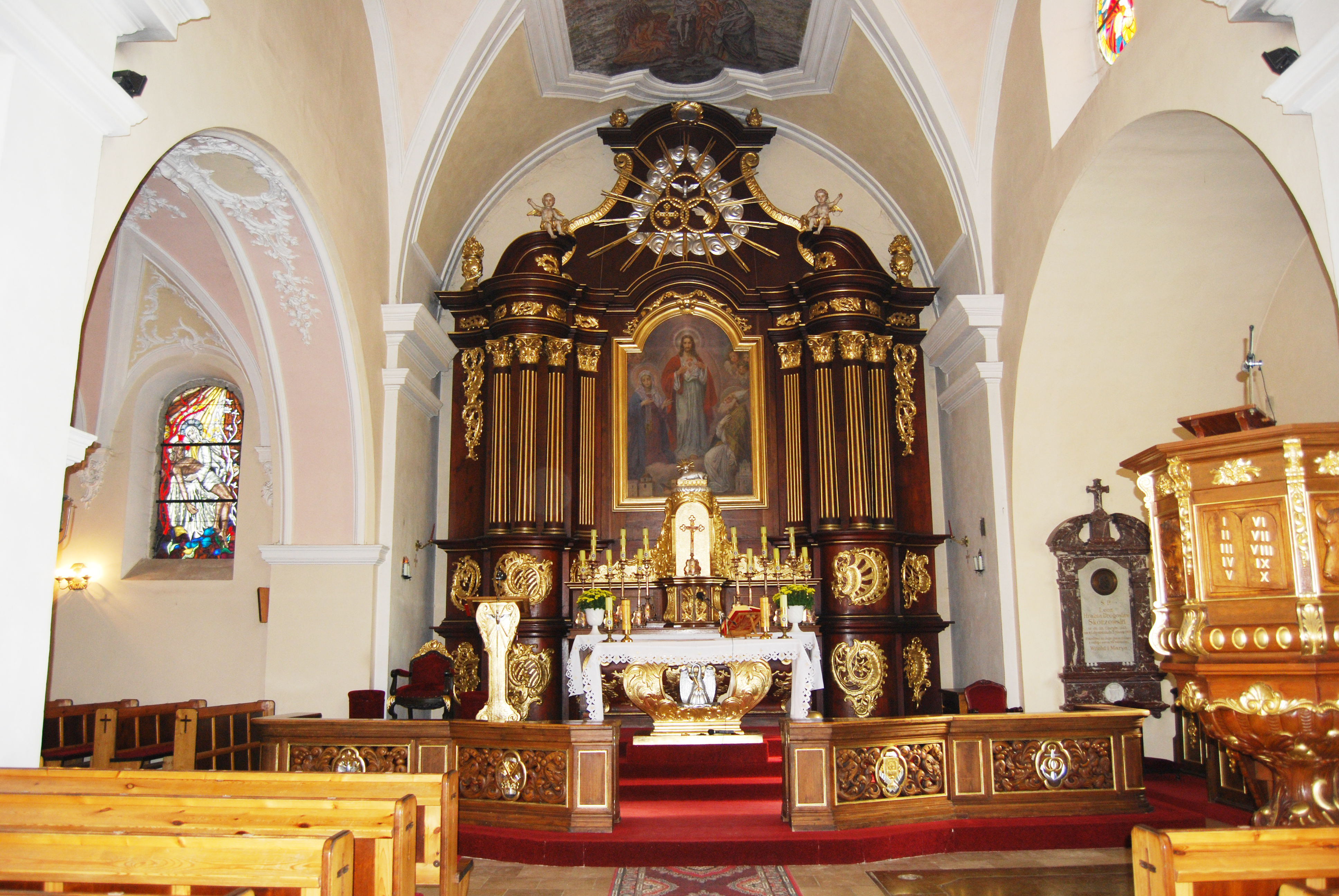
Ołtarz główny

W miejscu obecnego kościoła już w XII w. istniał drewniany kościół św. Tomasza, co potwierdziły badania archeologiczne z 2012 r. Kościół ten w 1597 roku został zburzony i na jego miejscu zbudowano drewniany zbór kalwiński. Po roku świątynia już nie pełniła swojej funkcji. W 1627 roku właściciel Łabiszyna Jan Opaliński sprowadził do miasta franciszkanów-reformatów. Ufundował dla nich drewniany zespół klasztorny na miejscu dawnego zboru. W dniu 23 kwietnia 1630 roku świątynia została konsekrowana przez biskupa margertyńskiego i sufragana włocławskiego, Baltazara Miaskowskiego. W czasie tej uroczystości w ołtarzu głównym zostały umieszczone relikwie św. Antyma. Patronem konwentu został św. Tomasz. W dniu 10 marca 1687 roku pożar zniszczył drewniany kościół klasztor franciszkański. Na ich miejscu w dniu 12 czerwca 1688 roku zaczęła się budowa fundamentów nowych obiektów. W dniu 2 sierpnia 1688 roku został położony kamień węgielny przez prowincjała Cypriana Żebrowskiego w towarzystwie licznej szlachty i mieszkańców Łabiszyna. Prace budowlane trwały przez 10 lat. Klasztor ufundowała Eleonora Gembicka, żona dziedzica Łabiszyna. W dniu 22 kwietnia 1698 roku nowy klasztor i kościół murowany zostały poświęcone przez definitora prowincji zreformowanej wielkopolskiej Benedykta Stawskiego. Ponownie klasztor został uroczyście poświęcony ku większej chwale Boga i św. Tomasza Apostoła - opiekuna tego kościoła, w dniu 7 lipca. Budowle zostały wybudowane w stylu barokowym przez architekta włoskiego Piotra Fontanę. Wybudowany przez Fontanę zespół klasztorny został całkowicie zniszczony przez pożar, który wybuchł w dniu 2 sierpnia 1720 roku. Odbudową zniszczonych budynków zajęła się Dorota z Grotów Gembicka. Budowa klasztoru, bez jednej części pierwotnego założenia, trwała przez cztery lata, a świątyni trwała do 1731 roku. W 1747 roku właściciel Jabłówka, Józef Skałkowski, ufundował kamienną posadzkę i sklepienie. Rok później właściciel Łabiszyna, Władysław Krzycki, ufundował zegar w fasadzie świątyni. W 1757 roku Józef Skałkowski ufundował drewno dębowe na 5 nowych okazałych ołtarzy. Zdobiły one wnętrze świątyni do 1945 roku. Ołtarze, ambona i konfesjonały zostały wykonane w stylu barokowym przez specjalnie sprowadzonych artystów. W dniu 6 maja 1760 budynki zostały konsekrowane przez biskupa włocławskiego Ignacego Chyczewskiego. W 1829 klasztor uległ kasacie przez władze pruskie. W 1833 roku świątynia poklasztorna stała się parafialną. W 1911 roku świątynia została rozbudowana według projektu architekta Rogera Sławskiego z Poznania przez przedłużenie nawy oraz dobudowanie loży i obszernej kaplicy północnej ze sklepieniem o dekoracji neorokokowej. Działania zbrojne w czasie II wojny światowej zdewastowały wnętrze kościoła, mury zostały uszkodzone przez pociski artylerii. W grudniu 1944 hitlerowcy zniszczyli ołtarze z amboną i ławkami. Świątynia nie posiadała dachu, okien i wrót. Po wojnie została odbudowana do 1948 roku, a gruntowny remont został przeprowadzony w latach 1980 i 1996.